# 641

## Починали
- 11 февруари – Ираклий, византийски император